# Marko Mlakar
Marko Mlakar (* 12. Oktober 1954) ist ein ehemaliger slowenischer Skispringer und heutiger Skisprungfunktionär.

## Werdegang
Mlakar startete ab 1975 im jugoslawischen Nationalteam bei der Vierschanzentournee. Die Vierschanzentournee 1975/76 begann er mit Rang 69 auf der Schattenbergschanze in Oberstdorf. In den weiteren Springen der Tournee gelang ihm ebenso kein Durchbruch, so dass es am Ende nur zu Rang 60 in der Gesamtwertung reichte. Nach einem Jahr Pause startete er bei der Vierschanzentournee 1977/78 erneut. Bestes Ergebnis war dabei Platz 41 in Bischofshofen. Die Tournee schloss er auf Rang 49 der Gesamtwertung ab.
Bei der Nordischen Skiweltmeisterschaft 1978 in Lahti startete Mlakar in beiden Einzeldisziplinen. Von der Normalschanze erreichte er nach Sprüngen auf 73,5 und 79 Metern Platz 39. Von der Großschanze sprang er auf 93 und 95 Meter und kam auf Rang 36. Im Teamspringen trat Jugoslawien nicht mit einer eigenen Mannschaft an.
Die Vierschanzentournee 1978/79 wurde Mlakars erfolgreichste Tournee. In Garmisch-Partenkirchen landete er mit Platz 14 zum ersten und einzigen Mal im Rahmen einer Tournee unter den Top 20. In der Gesamtwertung der Tournee erreichte er nach ansonsten nur durchwachsenen Ergebnissen Rang 42. Im darauffolgenden Jahr versuchte es Mlakar bei der Vierschanzentournee 1979/80 erneut, jedoch verpasste er dabei in allen Springen den Sprung unter die Top 70 und beendete daraufhin nach Rang 81 in der Gesamtwertung seine aktive Skisprungkarriere.
Nach dem Ende seiner aktiven Karriere wechselte Mlakar in den Funktionärsbereich. Nachdem er einige nationale Wettbewerbe als Technischer Direktor oder Assistent bestritten hatte, war er bei der Skiflug-Weltmeisterschaft 2004 offiziell Wettkampfleiter. Bei der Skiflug-Weltmeisterschaft 2006 am Kulm übernahm er den Posten des Technischen Assistenten. Auch bei der Skiflug-Weltmeisterschaft 2008 in Oberstdorf gehörte er auf dieser Position zum Wettkampfteam.

## Erfolge

### Vierschanzentournee-Platzierungen
| Saison  | Platz | Punkte |
| ------- | ----- | ------ |
| 1975/76 | 60.   | 649,2  |
| 1977/78 | 49.   | 528,5  |
| 1978/79 | 42.   | 620,2  |
| 1979/80 | 81.   | 347,5  |